# Amfidròmies
Les amfidròmies (en grec antic: Ἀμφιδρόμια, llatí: Amphidromia) eren una festa de l'antiga Grècia que se celebrava a la ciutat d'Atenes en època clàssica, en el qual es presentava els infants nounats a la família i rebien el seu nom. No hi havia cap dia concret per celebrar-la, però mai es feia immediatament després del naixement, perquè molts d'infants morien abans dels set dies, i així s'esperava per la festa que hagués passat aquest període, quan hi havia més probabilitats que continuàs viu.
La Suda diu que el festival se celebrava el cinquè dia del naixement, quan les dones que havien ajudat al part es rentaven les mans, però això només s'aplicava als naixements reials. A les amfidròmies hi assistien els amics i parents dels pares que portaven regals, entre els quals la sípia i el pòlip, i la festa es feia generalment al vespre. Es decorava la casa amb branques d'olivera si el nascut era mascle, i amb garlandes de llana si era femella. Segons Ateneu de Nàucratis, els convidats havien d'estar més aviat alegres.
La cuidadora passejava el nascut entorn del foc (ἀμφιδρόμος amphidromos vol dir 'córrer al voltant'), i així es presentava als déus de la casa i a la família, i rebia el nom tenint com a testimonis tots els convidats, cosa que era el més important de la celebració. Sembla que els convidats també passejaven o ballaven entorn del foc. De vegades aquesta festa s'anomenava segons el dia en què se celebrava: si era el setè portava el nom de ἑβδόμαι (hebdomai, 'setè dia'), o bé δεκάτη (dekáte) si era el desè.